# Michaelus hecate
Michaelus hecate är en fjärilsart som beskrevs av Frederick DuCane Godman och Osbert Salvin 1887. Michaelus hecate ingår i släktet Michaelus och familjen juvelvingar. Inga underarter finns listade i Catalogue of Life.

## Bildgalleri

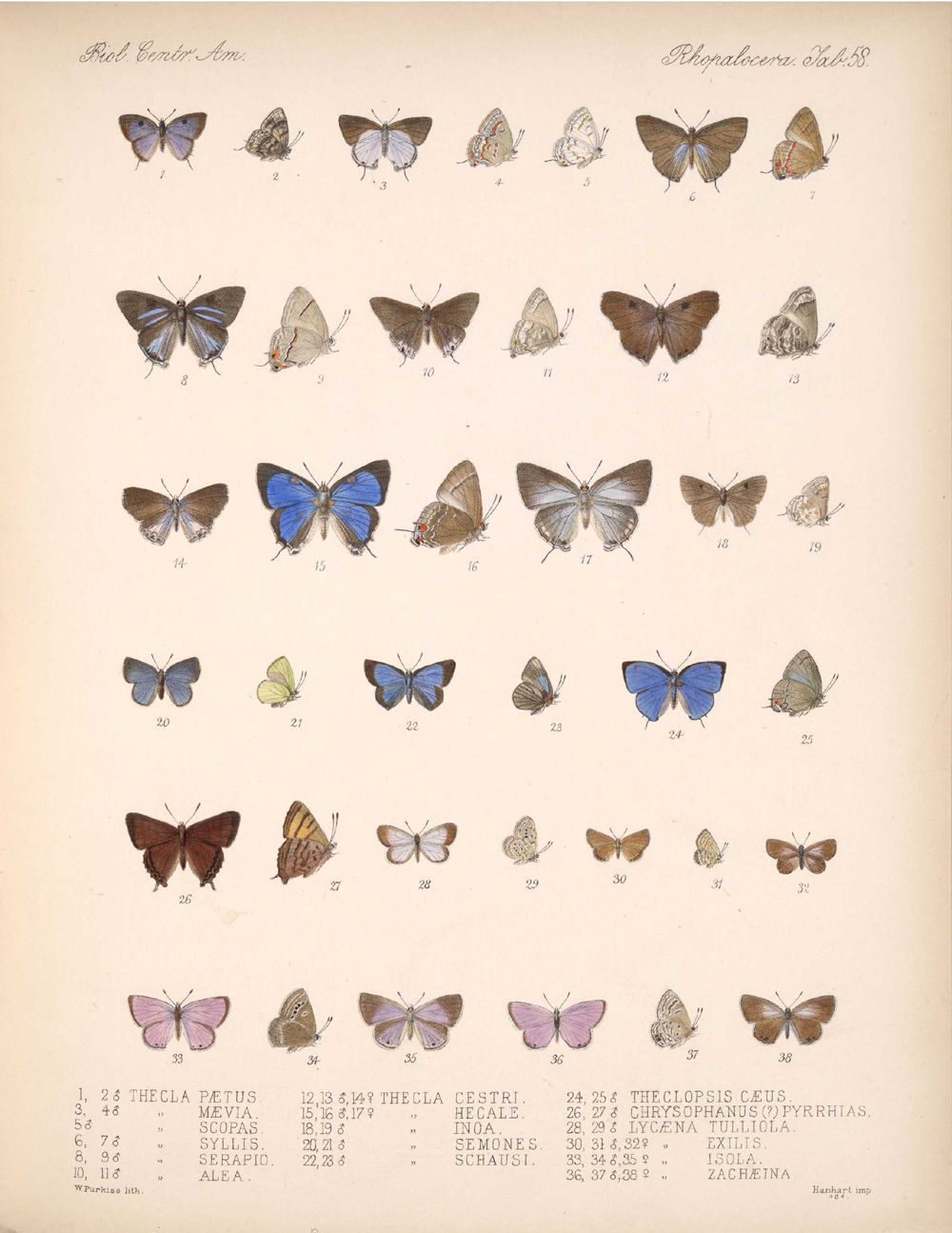